# Vallée des grottes de Saulges - Musée de préhistoire
La Vallée des grottes de Saulges - Musée de préhistoire, aussi dénommée Vallée des grottes de Saulges - Musée de la Préhistoire, est un petit musée archéologique situé sur le territoire de la commune de Thorigné-en-Charnie, en Mayenne, dans les Pays de la Loire.

## Histoire

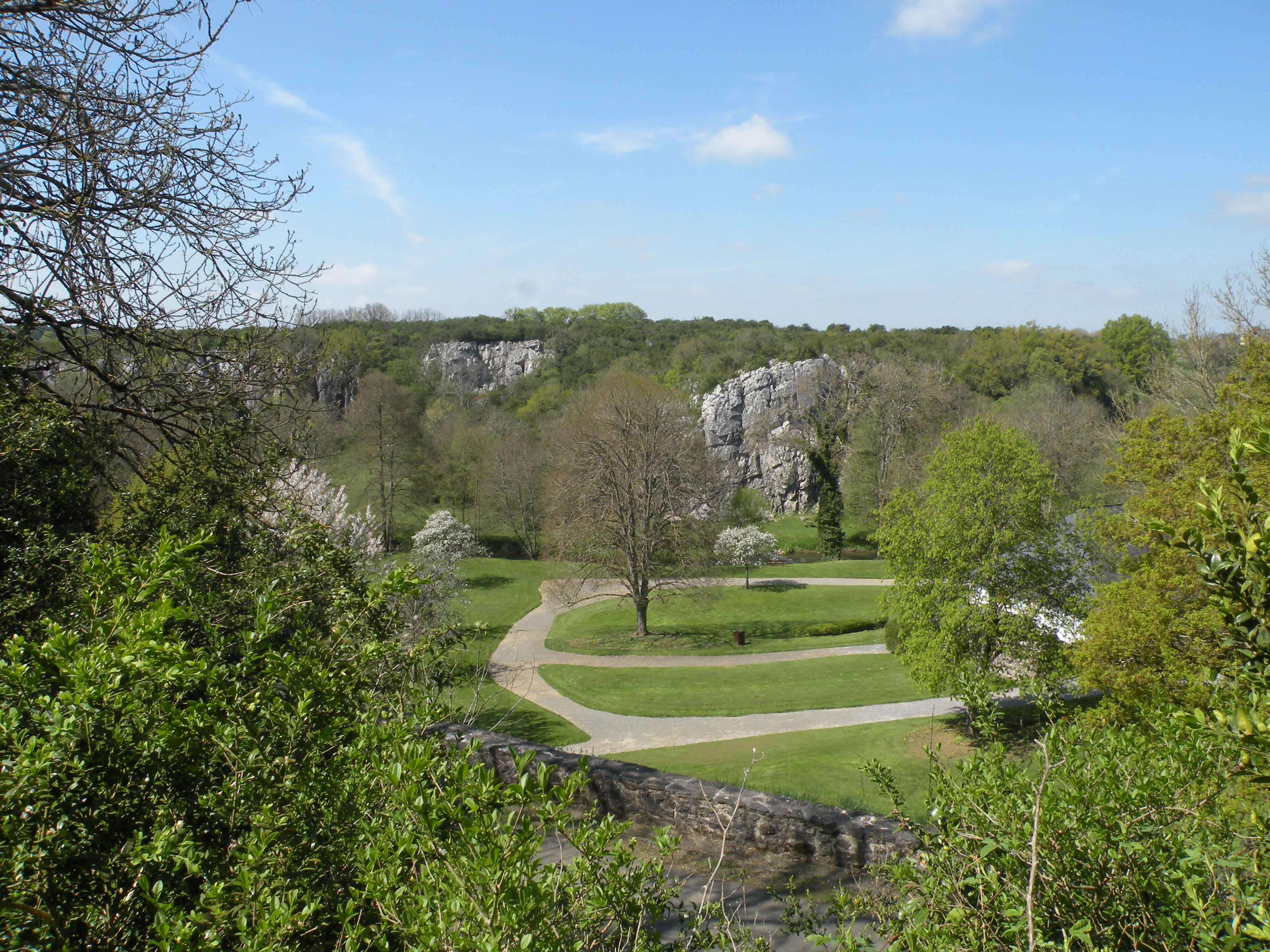
Vue générale du site des grottes et du canyon

Le site des grottes de Saulges  (le "L" de Saulges ne se prononce pas) est un site exceptionnel de l'ouest de la France, qui présente tout à la fois des grottes et des abris sous roches occupés il y a environ 25 000 ans, pendant le Paléolithique. Certaines grottes comportent de l'art pariétal. Le site, classé Natura 2000, était fréquenté par plus de 20 000 visiteurs avant l'ouverture du musée. Le changement de nom du site, anciennement dénommé Espace Nature et Préhistoire, est une décision de la Communauté de communes des Coëvrons.
Dès le XIXe siècle, le potentiel archéologique préhistorique des grottes de Saulges est identifié. Différentes personnalités s'y consacrent : l'abbé Joseph Maillard, l'antiquaire Gatien Chaplain-Duparc, ainsi que la pionnière de l'archéologie Ida Von Boxberg. Les fouilles qui concernent principalement les porches des grottes, aboutissent à la dispersion et souvent à la perte des premiers objets préhistoriques mis au jour sur le site.
En 1931-1932, l'archéologue Raoul Daniel fouille la cave à la Chèvre afin de préciser les travaux de l'abbé Joseph Maillard. Il fait également des sondages dans la cave à Rochefort et au niveau du porche de la Dérouine.
En 1967, les spéléologues de la société savante Mayenne-Sciences découvrent une grotte ornée à laquelle ils donnent le nom de leur association. L'invention de la grotte Mayenne-Sciences prouve que des découvertes importantes sont encore possibles sur ce site que l'on pensait épuisé par les fouilles précoces du XIXe siècle.
Cela est confirmé par les fouilles qui reprennent à partir des années 2000 dans le cadre du programme de recherches consacré aux "Occupations paléolithiques de la Vallée de l'Erve" (UMR 6566).
L'archéologue Stéphan Hinguant (Inrap) fouille la grande salle de la grotte Rochefort. Par chance, cette cavité, peu touchée au XIXe siècle, reste quasiment intacte. La fouille permet de reconstituer les différents usages de la grotte au fil du temps : tourisme au XIXe siècle, bergerie et cellier durant le Moyen Âge et les temps modernes, sépulture collective à l'époque protohistorique. S'agissant de la Préhistoire de la cavité, bien que le Néolithique, le Mésolithique et le Tardiglaciaire y soient présents, c'est le niveau solutréen qui retient particulièrement l'attention des archéologues. La grande salle de Rochefort a en effet été, il y a environ 20 000 ans, un lieu d'activités liées à la vie quotidienne : taille d'outils, boucherie, réalisation d'œuvres d'art mobilier.
Parallèlement, les parois de la cave à Margot sont prospectées par Romain Pigeaud. Ces recherches, menées de 2005 à 2016, permettent de découvrir 177 unités graphiques : 46 abstraites et 113 figuratives : chevaux, oiseaux, rhinocéros, figures féminines et différentes autres représentations sont ainsi répertoriées.
La création d'un musée est décidée à la suite de ces nouvelles découvertes qui renouvellent la connaissance du site. Aménagé et géré par la Communauté de communes des Coëvrons, il s'inscrit dans le cadre d'une politique muséale départementale visant à créer des musées à l'emplacement des principaux sites archéologiques mayennais. Il complète dans ce dispositif le Musée archéologique départemental de Jublains, consacré à l'Antiquité (1995) et celui du Château de Mayenne, dédié au Moyen Âge (2008).
Le projet scientifique et culturel et l'exposition permanente sont préparés par Jacques Naveau (archéologue et conservateur départemental 1988-2009) avec la collaboration de Stéphan Hinguant, Romain Pigeaud et Bertrand Jarri (Mayenne nature environnement).
Le musée ouvre le 18 mars 2017, dans les locaux d'un ancien restaurant et à un emplacement idéal, au cœur de la vallée. Une partie des œuvres exposées ici proviennent d'anciennes fouilles effectuées et déposées dans les musées de Jublains ou de Laval, et parfois conservées en réserve et donc non visibles du public. De nouveaux artefacts retrouvés lors des fouilles menées depuis 2000 par les équipes du CNRS complètent l'exposition. Le programme de recherche de l'UMR 6566 « les occupations paléolithiques de la vallée de l'Erve » et portant sur les grottes Rochefort, de la Chèvre, Mayenne-Sciences et Margot s'est achevé en 2010.
Outre l'exposition d'éléments retrouvés lors des fouilles et d'une volonté de mettre en place des expositions temporaires régulièrement, le musée comporte également une restitution virtuelle de la grotte Mayenne-Sciences réservée aux seuls chercheurs mais accessible aux visiteurs selon d'autres sources. La grotte Mayenne-Sciences, découverte en 1967, est fermée au public afin de préserver les peintures qui sont présentes.
Le projet, débuté en 2002, a un coût estimé supérieur à 1,7 M d'euros en 2015. Il a été porté par le Conseil départemental de la Mayenne, la Communauté de communes des Coëvrons et la région des Pays de la Loire.

## Collections

Musée de préhistoire
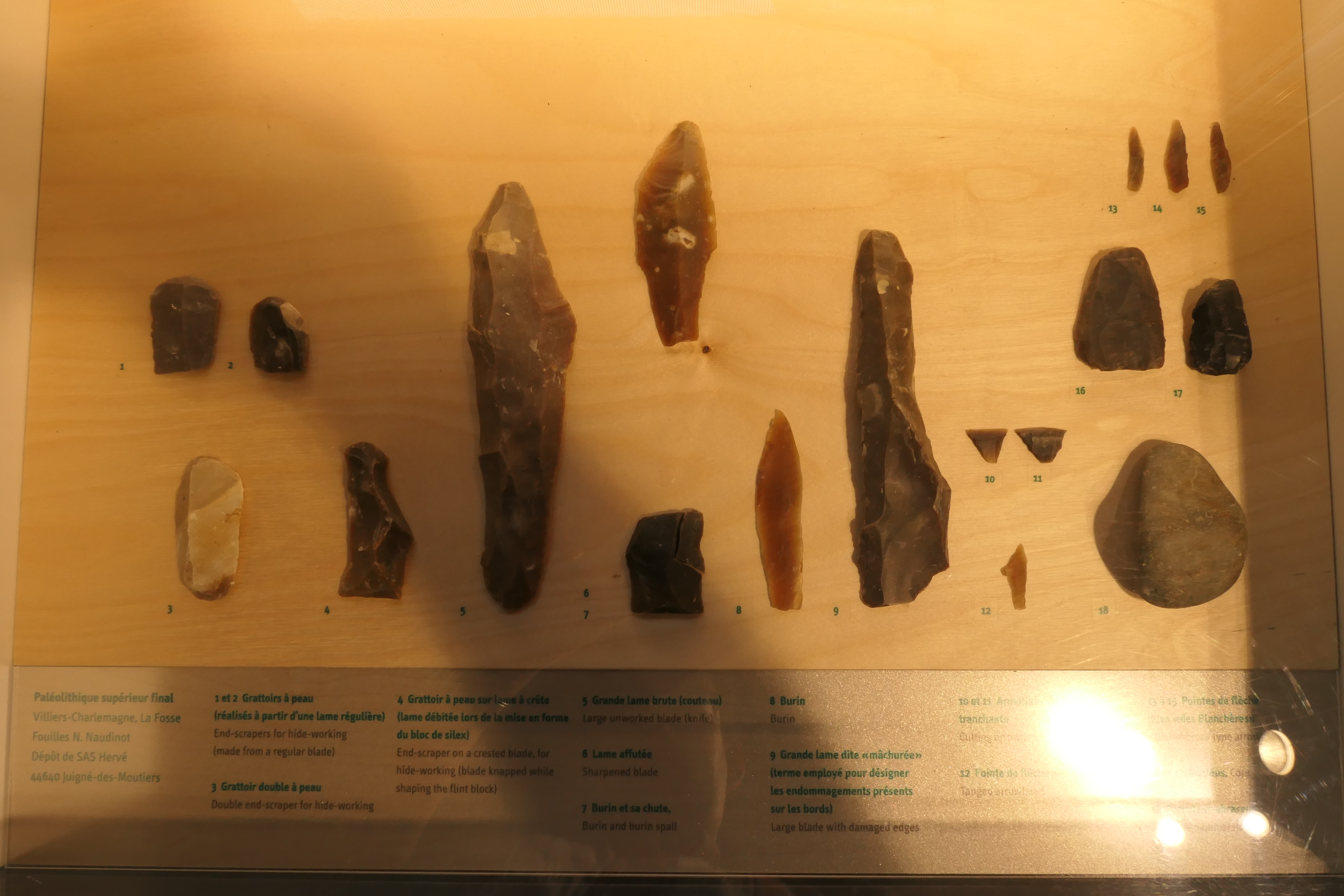
Grattoirs à peau, couteaux, burins, pointes de flèches. Site de La Fosse à Villiers-Charlemagne
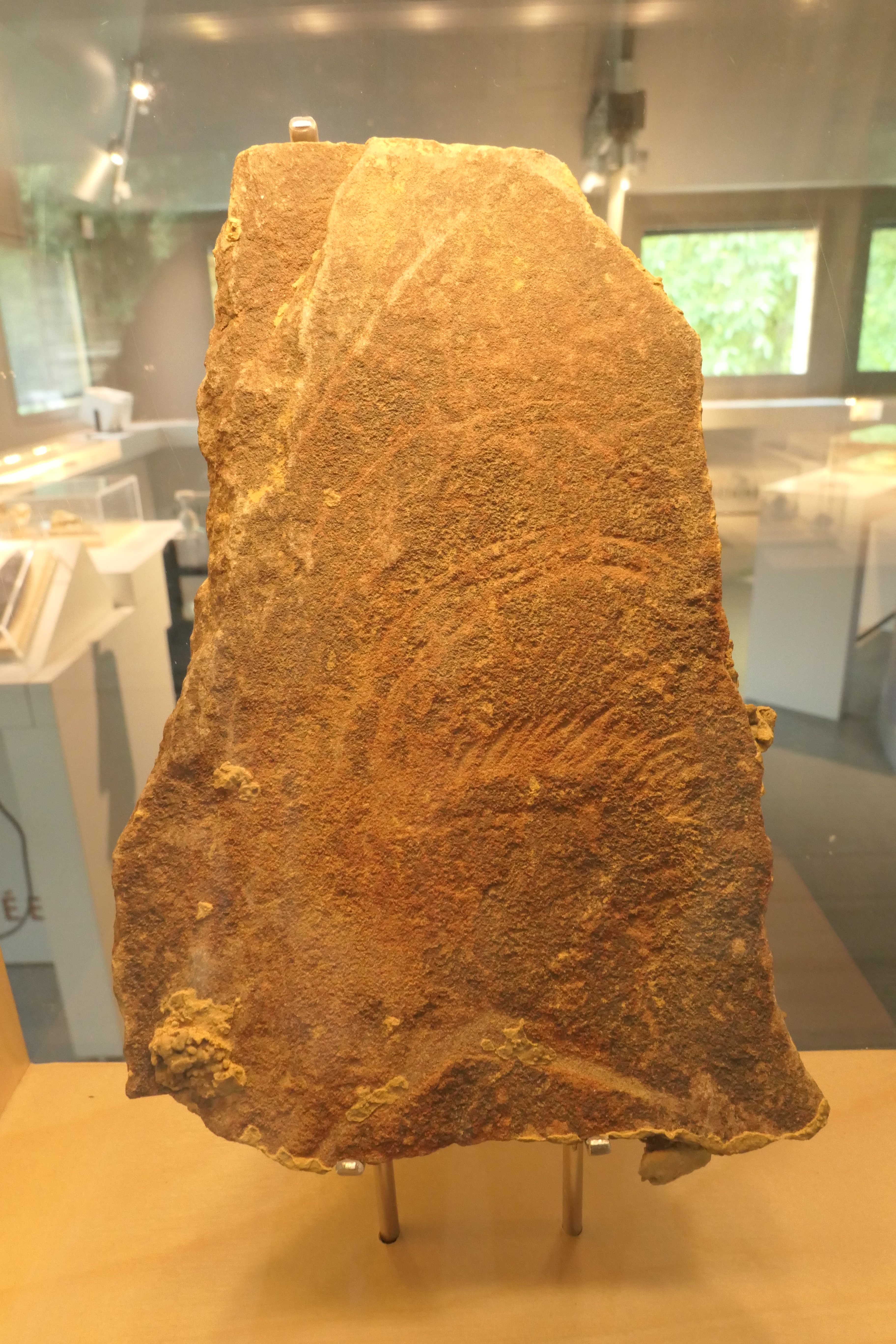
Plaquette au bouquetin du Solutréen, grotte Rochefort
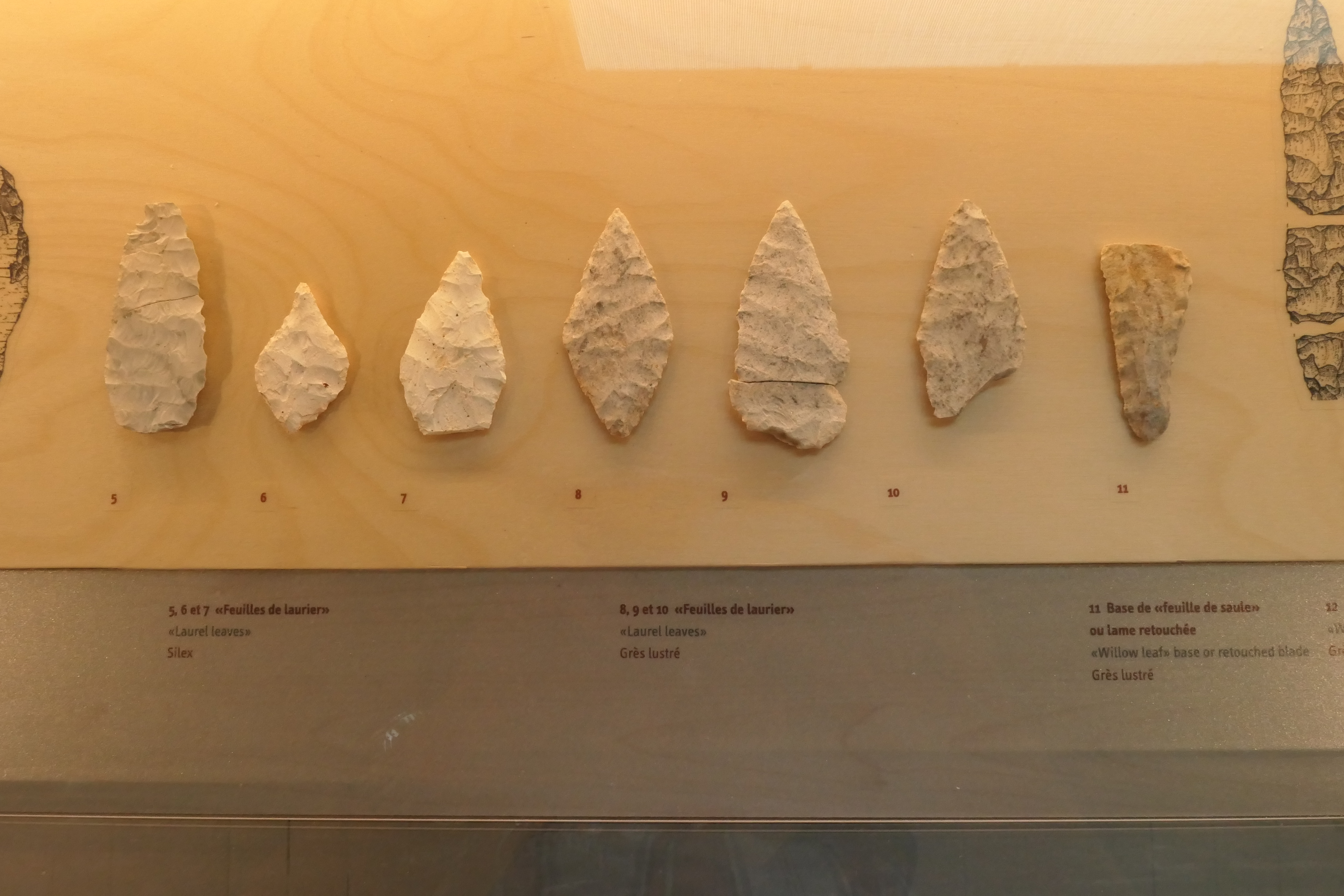
"Feuilles de laurier" du Solutréen
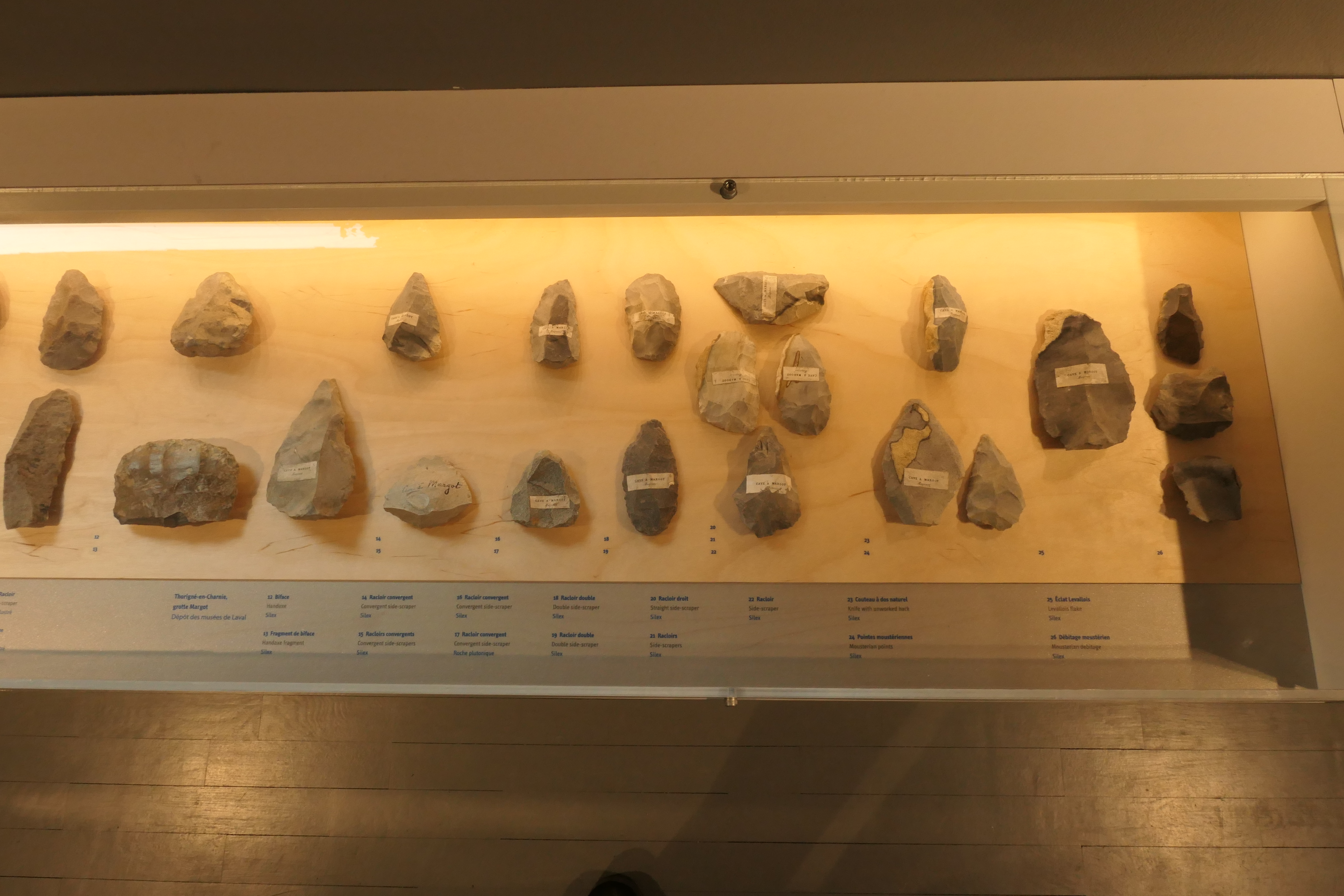
Outils lithiques, grotte Margot
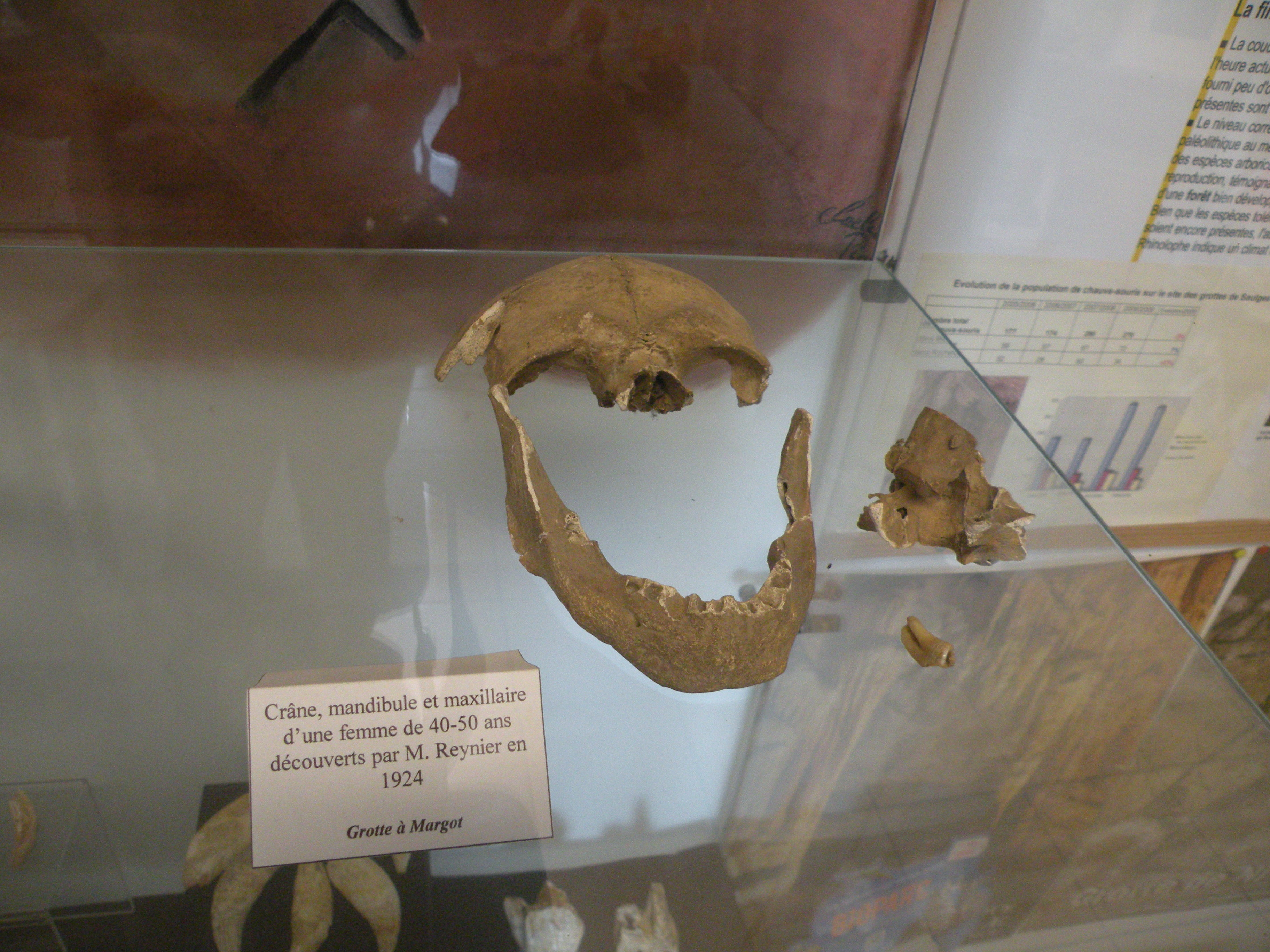
Crâne humain, grotte Margot
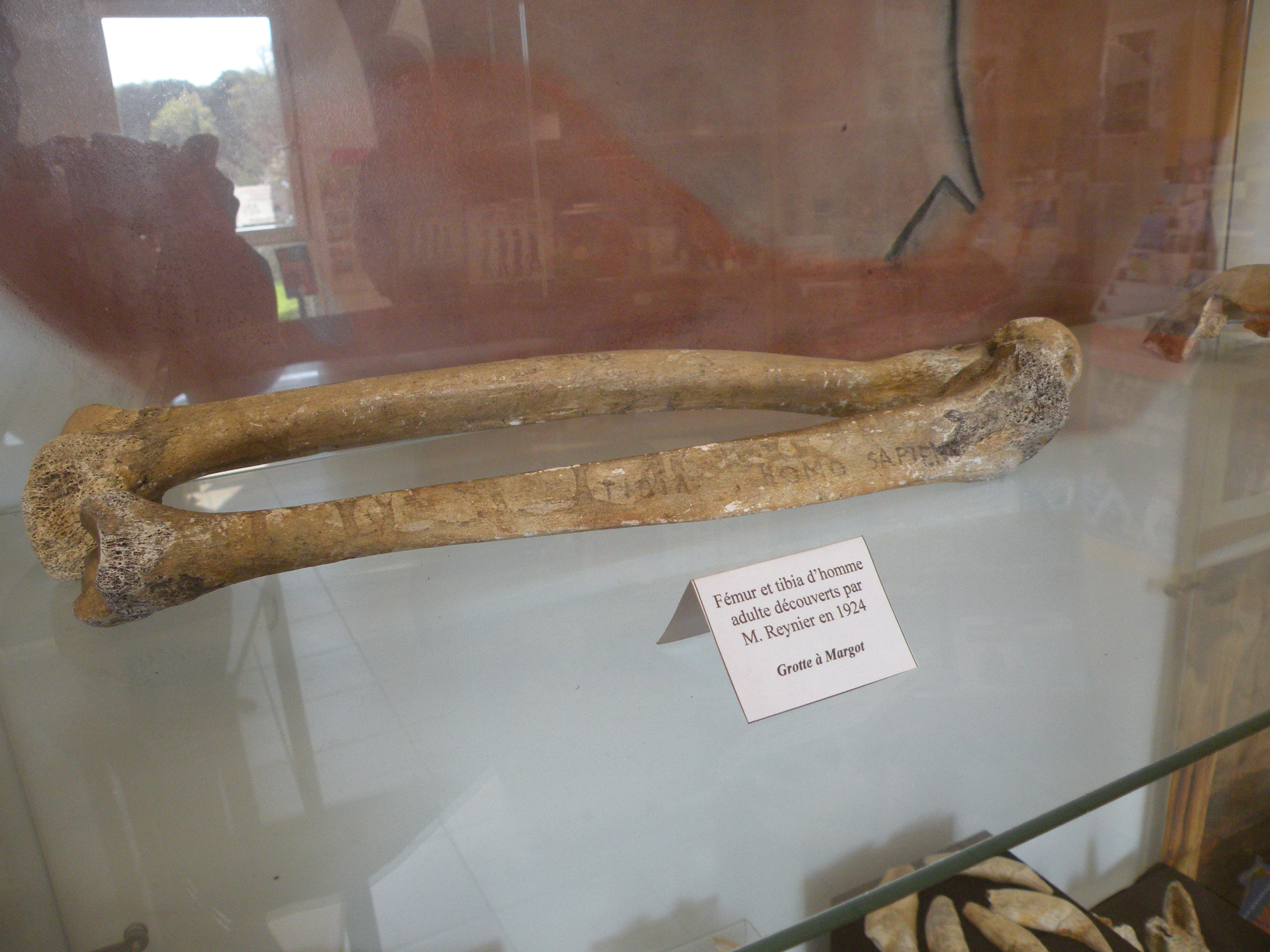
Fémur humain, grotte Margot

### Statut des collections
Le musée ne possède pas de collections. Tous les restes fauniques et objets exposés proviennent de dépôts. Ces derniers sont consentis par : les Musées du Mans, le Musée d'art naïf et d'arts singuliers de Laval, le Musée des Sciences de Laval, le Musée archéologique départemental de Jublains et des propriétaires privés.

### Paléolithique
Les plus anciens restes fauniques exposés datent du Paléolithique inférieur. Il s'agit d'une canine de tigre à dents de sabre (Homotherium latidens), ainsi que d'ossements de daims de Clacton (Dama clactoniana), d'un ancêtre de l'ours des cavernes (Ursus deningeri) et de quelques restes d'équidés.
La mégafaune du Paléolithique supérieur est également représentée par le Mammouth laineux (Mammuthus primigenius), le rhinocéros laineux (Coelodonta antiquitatis) et le mégacéros (Megaloceros giganteus). Les restes de rennes (Rangifer tarandus) et de chevaux (Equus ferus), principaux animaux chassés par les Solutréens sont abondants. Le bouquetin des Alpes (Capra ibex) est également représenté. La présence de certains restes animaux dans les niveaux solutréens de la grotte Rochefort est plus étonnante : sanglier (Sus scrofa), cerf élaphe (Cervus elaphus) et chat sauvage (Felis silvestris). Elle semble liée à la présence d'une forêt dans les environs.
Certains restes animaux exposés portent des marques d'origine anthropique comme des traces d'activité de boucherie. D'autres, dont la fonction est plus mystérieuse, sont marqués de séries d'incisions parallèles. Ces marques, sans lien avec l'activité de boucherie, sont peut-être des expressions graphiques. Le plus spectaculaire des os gravés est une côte d'ours brun (Ursus arctos), porteuse de treize incisions parallèles perpendiculaires à l'os.
De nombreux outils lithiques sont également exposés. Le plus ancien provient d'Hambers. Il s'agit d'un biface acheuléen supposément façonné par des Homo heidelbergensis, plus anciens habitants présumés de la Mayenne.
Racloirs et bifaces moustériens témoignent de la présence de l'Homme de Néandertal à Saulges.
Le musée expose des outils de la culture aurignacienne (43 000 à 29 000 ans AP), principalement en pierre taillée sur lames et lamelles (grattoirs et perçoirs en silex ou en grès lustré). Cette culture a pour la première fois été mise en évidence à Saulges par l'abbé Joseph Maillard en 1876. Malheureusement, une mauvaise interprétation chronologique discrédite cette découverte, et il faudra attendre 1906 pour que cette culture soit reconnue à la suite des recherches de l'abbé Breuil dans la grotte d'Aurignac.
Paradoxalement, peu d'outils gravettiens (31 000 à 22 000 ans AP) ont été mis au jour à Saulges alors que les dessins de la grotte Mayenne-Sciences ont été datés de - 25 000 par analyse carbone 14.
Au contraire, la culture solutréenne (22 000 à 17 000 ans AP) est abondamment représentée, en particulier par des pierres taillées caractéristiques de cette tradition technique, les feuilles de laurier, qui ont la particularité d'être de petit format et principalement réalisées en grès lustré.
La culture magdalénienne (17 000 à 14 000 ans AP) est présente à travers quelques objets provenant de fouilles anciennes, dont les plus représentatifs sont un harpon à barbelure unilatérale en bois de renne et une pointe de sagaie en os.
L'Épipaléolithique (14 000 à 11 700 ans AP) est présent dans le musée à travers une vitrine d'outils lithiques mis au jour sur le site archéologique de La Fosse à Villiers-Charlemagne. Il s'agit d'un campement à proximité de la Mayenne.
Pour la période du Paléolithique supérieur le musée présente quelques-unes des nombreuses plaquettes gravées retrouvées lors des fouilles de la grotte Rochefort, en particulier la plus emblématique, dite "plaquette au bouquetin". Un moulage réalisé sur les parois de la grotte Margot permet d'observer un magnifique cheval gravé dans un style très naturaliste, laissant deviner son pelage d'hiver.

### Mésolithique
Rare en Mayenne, le Mésolithique est présent dans la cave à Rochefort. Vingt-cinq coquillages, certains percés naturellement, d'autres par l'homme ont été retrouvés. Dans le musée, ces éléments de parure sont présentés formant un collier. Ils ont été collectés sur le littoral marin à l'exception de l'un d'entre eux qui est un fossile. Le niveau mésolithique de la grotte Rochefort a été daté de 6000 / 6300 av. J.-C. (Mésolithique final).

### Néolithique
La dernière partie de l'exposition permanente consacrée à la Préhistoire présente le Néolithique de la Mayenne. Cette période n'a laissé que peu de traces à Saulges et les principaux monuments sont situés dans la moitié nord du département. Le musée présente des maquettes du dolmen des Erves de Sainte-Suzanne, de l'allée couverte de la Louvetière à Saint-Mars-sur-la-Futaie, de celles de la Crête à Vautorte et du Petit Vieu Sou à Brécé avec le mobilier funéraire qui y a été retrouvé : éléments de parures, haches polies, lames du Grand-Pressigny et céramiques.
Une vitrine est consacrée aux objets de la vie quotidienne retrouvés dans la fouille de l'habitat du Plantis à Oisseau. Il abritait une ferme ou un hameau agricole durant le Néolithique final (vers 2895-2420 avant notre ère). On peut observer différentes céramiques dont une cuillère et un fragment de faisselle.

### Nature
Le dernier espace muséographique est consacré aux milieux naturels du site, protégés dans le cadre du réseau Natura 2000. Une borne informatique tactile permet de se familiariser avec leur faune et leur flore.
En fin de parcours, des cabines sensorielles présentent trois de ces milieux : la végétation des berges, les formations herbeuses sèches, les formations stables à buis des pentes rocheuses calcaires.
Les visiteurs sont invités à identifier chaque milieu grâce à l'ouïe et l'odorat ainsi qu'en ouvrant des tiroirs contenant des végétaux, des insectes, des plumes, une mue de vipère, des moulages d'empreintes...
Le contenu des cabines sensorielles a été rassemblé par l'association Mayenne nature environnement.

## Dispositifs multimédia dans l'exposition permanente

### Visite de la grotte Mayenne-Sciences en 3D
Dans la partie centrale du musée, une salle de projection appelée "Le Dôme" permet au visiteur d'explorer la grotte Mayenne-sciences en 3D et de découvrir son art après avoir visionné un film d'introduction. Cette grotte est fermée au public en raison de la fragilité de ses dessins. Le modèle 3D a été réalisé en utilisant la technique de la photogrammétrie à partir de 4500 photographies. A certaines dates une visite immersive utilisant un casque de réalité virtuelle est proposée.

### Jeu vidéo "le piège préhistorique"
En 2020, le musée met à disposition des visiteurs le Serious game "Le piège préhistorique" qui permet de remonter le temps pour explorer les différentes époques de la Préhistoire du site : Paléolithique inférieur, Paléolithique supérieur, Mésolithique, Néolithique et XIXe siècle, époque d'importants aménagements dans la cave à Margot.

## Expositions temporaires

### 1967-2017: Cinquante ans de la découverte de la grotte Mayenne-Sciences
En 2017, le Musée de préhistoire inaugure sa première exposition temporaire consacrée au cinquantenaire de la découverte de la grotte ornée Mayenne-Sciences. Elle présente de nombreuses photographies et documents d'époque, des restes d'animaux préhistoriques prêtés par le Musée des Sciences de Laval ainsi que le matériel utilisé par les spéléologues en 1967.

### 2019-2020: Paléograph #1
En 2019, l'exposition Paléograph #1 est une installation artistique qui permet au visiteur d'interagir avec une paroi numérique en utilisant un casque de réalité virtuelle. Ce dispositif est la phase 1 du projet "Paléograph" dont la finalisation est la création d'une paroi interactive réelle. l'installations associe des œuvres graphiques, une vidéo et un mobile qui font écho à ce que le visiteur voit dans le casque. Cette œuvre numérique est une création de la compagnie Little heart Movement. Le Paléograph #1 a été présenté en avant-première au salon Laval Virtual, dans le cadre du festival Recto VRso.

### 2021 -: Paléograph #2
En 2021 le Musée propose le Paléograph #2, une paroi numérique interactive qui fait le pont entre l'art préhistorique et la création numérique contemporaine. ce dispositif est une réalisation de la compagnie Little Heart Movement. La direction artistique a été assurée par Anne Dubos et la direction technique par Jan Schacher.